# Tuto
Livonir Ruschel (Dionísio Cerqueira, 2 juli 1979), beter bekend onder de naam Tuto, is een voormalig Braziliaans voetballer.

## Carrière
Tuto speelde tussen 1997 en 2010 voor verschillende clubs, in o.a. Brazilië, Japan en Israël.